# De vrezelijke krakken
Heer Bommel en de vrezelijke krakken (in boekuitgaven/spraakgebruik verkort tot De vrezelijke krakken) is een verhaal uit de Bommelsaga, geschreven en getekend door Marten Toonder. Het verhaal verscheen voor het eerst op 25 augustus 1973 en liep tot 23 november van dat jaar. Thema: Het probleem van de hyperactieve jeugd.

## Samenvatting
Het eiland Laak ligt ten noorden van Pirvik. De familie Abner en Kanille Habberdoedas houdt daar de wacht in een vesting, op last van de inspecteur. Heer Ollie en Tom Poes zijn met de Albatros meegevaren, omdat bediende Joost na een spitaanval op vakantie naar het zuiden is gestuurd. Het schip van kapitein Wal Rus is onderweg naar het eiland Laak dat wordt bewoond door slotvoogd Abner Habberdoedas en zijn bazige vrouw Kanille, die er waken over een paar reuzen. Ook Tom Poes wil graag naar het eiland. Het is alweer lang geleden dat hij een reus heeft gezien. Het eiland is slechts een bestemming voor het afleveren van sufkervel. Maar nieuwsgierigheid doet heer Ollie en Tom Poes stiekem het eiland bezoeken. Er worden enige bankbiljetten aan een matroos uitgedeeld en ze kunnen vervolgens als lading mee in een sloepje. Ze worden natuurlijk niet warm onthaald en moeten al snel vluchten, maar niet voordat heer Ollie een klein jongetje aan zijn bewakers heeft onttrokken. De kapitein moet nu van het eiland wegvaren, zonder de lading sufkervel te hebben kunnen afrekenen met slotvoogd Habberdoedas. Zijn instructie luidt dat de lading contant wordt betaald.
In de haven van Rommeldam zien de reder, de Markies de Canteclaer, en ambtenaar eerste klasse Dorknoper heer Bommel met een ventje aan zijn hand van het schip Albatros afdalen. Ook commissaris Bulle Bas en doctorandus Okke Zielknijper zien de Oude Schicht passeren met een schreeuwend kereltje naast de kasteelheer en Tom Poes achterin. Op slot Bommelstein begint heer Ollie met de opvoeding, maar het kereltje is erg baldadig. De opvoeding groeit de kasteelheer en de van vakantie teruggekeerde bediende Joost boven het hoofd. Doctorandus Zielknijper biedt vervolgens ter plekke aan om de opvoeding over te nemen, na eerder een vertrouwelijk gesprek met de politiecommissaris Bulle Bas te hebben gehad.
De zielkundige wordt in zijn kliniek toegetakeld maar bereikt wel dat het kereltje vertelt dat hij Flut heet en een broertje Knot heeft dat nog op het eiland is. Heer Bommel stelt nu, na een verzoek van Zielknijper, alles in het werk om ook Knot naar Rommeldam te halen en bezoekt per helikopter, na bot te hebben gevangen bij de kapitein van de Albatros, andermaal het eiland Laak zonder te weten dat hij hiermee de ’ vrezelijke krakken’ samen zal brengen Hoewel Tom Poes het er niet mee eens is vliegt hij toch mee per helikopter vanaf het vliegveldje van Zandhoppers Luchtreizen naar het bewuste eiland. Samen met de piloot lukt het Tom Poes en de in het slot afgedaalde heer Bommel toch vrij soepel om ook Knot  te ontvoeren middels een uitgeworpen touwladder en terug te vliegen naar de stad Rommeldam.
Doctorandus Zielknijper is blij met de komst van Knot. Hij ziet zo vaak een kalmerende invloed uitgaan op de andere helft van een tweeling na hereniging. Knot en Flut zijn eerst heel blij elkaar te zien, maar verwoesten vervolgens de kliniek van Zielknijper. Reder de markies de Canteclaer beveelt intussen kapitein Wal Rus de kleuters terug te brengen naar Laak, hetgeen de kapitein hoofdpijn bezorgt. Heer Bommel brengt de tweeling vanuit de restanten van de kliniek achter in de Oude Schicht naar zijn buurvrouw, Anne Marie Doddel. Hij doet dit na een pertinente weigering van zijn bediende Joost te hebben ontvangen. Kapitein Wal Rus neemt intussen de slotvoogd en zijn gade mee terug van het eiland naar Rommeldam, nadat hij toevallig hun "2 balen gouden" handdruk heeft opengewerkt. Zijn opdracht om betaling te krijgen voor de eerder geleverde sufkervel is hiermee ten einde.
Buurvrouw Doddeltje verzorgt de broertjes korte tijd en ontdekt dat ze heel rustig zijn wanneer ze wat kervel eten. Professor Prlwytzkofsky daarentegen is tegen de verdovende werking van de kervel en stelt een wetenschappelijk tegengif samen. Hij doet dat in een zeldzame aanval van daadkracht door eerst de werkzame stof uit de sufkervel te isoleren in een aantal klontjes en vervolgens een antidotum te vervaardigen. Tom Poes heeft intussen ontdekt dat de tweeling bij buurvrouw Doddeltje is. De twee maken ruzie. Tom Poes steelt bij de professor de klontjes synthetische sufkervel. De professor heeft nog wel het antidotum en weet de nieuwe verblijfplaats van de tweeling te vinden. Een oude hut waar heer Bommel ze verborgen heeft. Terwijl de kasteelheer met geweld Tom Poes bij de hut vandaan houdt, dient de professor ongezien zijn antidotum aan de tweeling toe.
Wanneer Knot en Flut dat tegengif ingenomen hebben laten ze een veel groter spoor van vernieling achter en belanden in het sportstadion. De professor is nu gevangen in tweestrijd tussen zijn afkeer van de kervelverdoving en de gevolgen van zijn antidotum. Heer Bommel hangt in een boom en zegt dat de tweeling, de kleintjes, de reuzen zijn. Tom Poes weet met de afgepakte katapult van Krisje Grootgrut de tweeling de synthetische sufkervel-klontjes in de mond te schieten, onder afkeurend toezicht van commissaris Bulle Bas. De afbraak van het sportstadion van Rommeldam stopt. Desalniettemin gaat politiechef Bulle Bas met ziekteverlof en draagt de leiding over aan brigadier Snuf. Nadat heer Bommel de twee uitgebluste ventjes in de achterbak van de Oude Schicht heeft gelegd komt ambtenaar Dorknoper met een gezegelde missive. De Inspecteur heeft Flut Krak benoemd tot nieuwe slotvoogd op het eiland. De proviandering moet als vanouds geschieden met weglating van de lading sufkervel. Deze wending maakt een einde aan het twistgesprek tussen de reder, de markies de Canteclaer en kapitein Wal Rus. De laatste wordt nu een overgehaald kindermeisje, want heer Bommel overhandigt de reder de brief van de inspecteur. De kapitein vindt dat zo de scheepvaart op de klippen gaat, "meneer ‘Kantenklerk’!”
Heer Bommel brengt Knot naar de kliniek voor verdere heropvoeding. Tom Poes doet een goed woordje voor hem. Flut was de moeilijkste. Alleen zal hij geen last geven. Heer Bommel doneert tot slot aan doctorandus Zielknijper geld voor de huisvesting.
Op het afsluitend diner op het kasteel met de vijf hoofdpersonen vraagt Doddeltje wat er met de hummeltjes is gebeurd. Zielknijper onthult dat de Krakken al honderden jaren oud zijn en dat het reuzen zijn. Tom Poes stelt dat één een ventje is en twee een bende. Joost vindt het gewoon opgeschoten lummels. Volgens doctorandus Zielknijper is Knot meerderjarig en is aangewezen op voorzieningen voor ongeschoolden. Professor Prlwytzkofsky wenst achteraf dat Bommel de Krakken op Laak had gelaten, met de afsluitende woorden:
"Praw! Braadworst. Der Boml is een goede gastgever en daarom kan men hem veel gebrodl vergeven."

## Voetnoot
1. ↑  Van 27 juli tot 25 augustus was heer Bommel op vakantie.
2. ↑  https://resolver.kb.nl/resolve?urn=ddd:010461494:mpeg21:a0081 70 strips in de Amigoe di Curacao
3. ↑  Sufkervel als plantaardige tegenhanger van metylfenidaat, Ritalin. Rommeldam 1973!
4. ↑  Zie het vorige verhaal: De transmieter.
5. ↑  Het eiland Laak valt volgens ambtenaar eerste klasse Dorknoper buiten de jurisdictie van Rommeldam en is ook niet te vinden op de kaarten van Bommel reisgids.
6. ↑  Professor Prlwytzkofsky spreekt later in Rommeldam van het 'verdoveringsmiddel' verba quietis, ten strengstens verboden en het gebruik door kinder is doller waanzin. Hij wordt 50 jaar later hierin nog steeds ondersteund door het Farmacotherapeutisch Kompas "De behandeling van ADHD bij kinderen bestaat uit niet-medicamenteuze maatregelen zoals voorlichting, opvoedingsadviezen en, indien gewenst, opvoedingsondersteuning."
7. ↑  "Twee is een bende"
8. ↑  Een omstander denkt zelfs aan onderaardse atoombommen.
9. ↑  Professor Prlwytzkofsky zegt tegen doctorandus Zielknijper: "Sufkervel. Dat is ja oudwijverpraat. U meent der herba quietis."
10. ↑  Het vervaardigen van een antidotum tegen benzodiazepinen, flumazenil, heeft 32 jaar geduurd